# John Titor

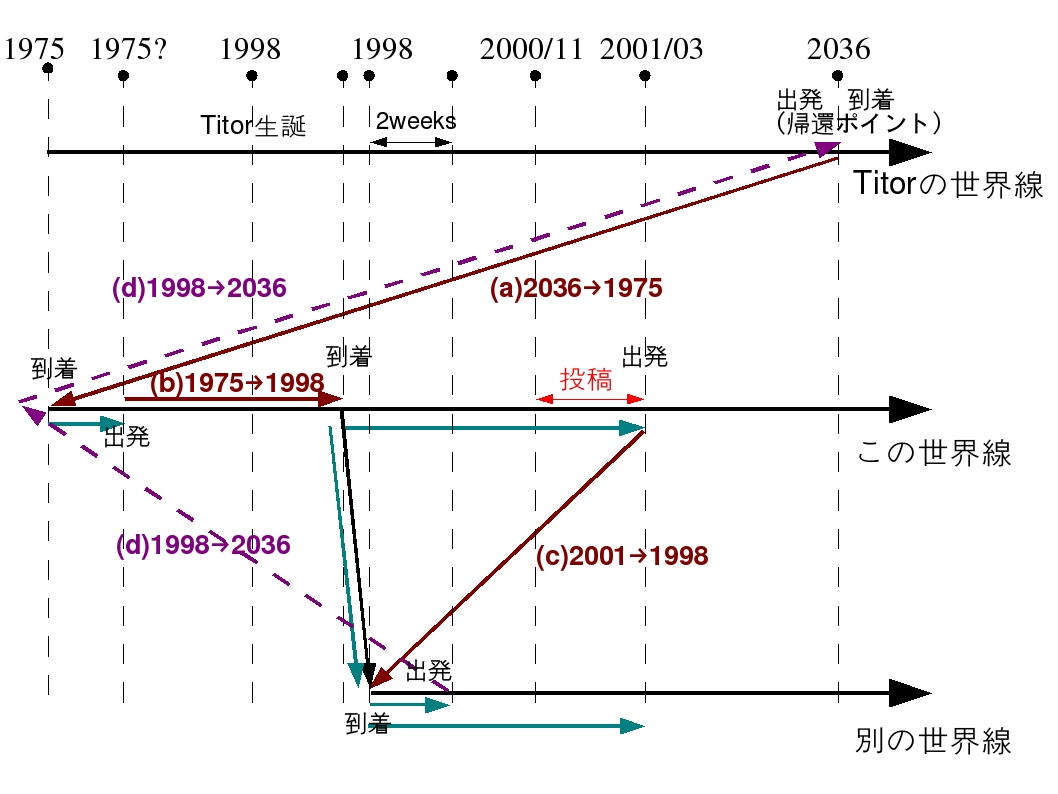
Esquema del viaje en el tiempo de John Titor, basado en sus relatos.

John Titor es el nombre usado en varias BBS (tablones de anuncios electrónicos) durante los años 2000 y 2001 por un usuario que decía ser un viajero del tiempo del año 2036. En esos mensajes hizo numerosas predicciones (algunas de ellas vagas, otras fueron específicas) acerca de eventos en el futuro cercano, empezando con eventos en  2004. Describió un futuro cambiado drásticamente en donde Estados Unidos se ha dividido en cinco regiones más pequeñas, el medio ambiente y las infraestructuras han sido devastadas por un ataque nuclear, y la mayoría de las demás potencias mundiales han sido destruidas.
Esta historia ha sido contada en numerosos sitios web, en un libro, una obra de teatro, y aparece referenciada en videojuegos y en el anime Steins;Gate. Es destacable el hecho de que la historia de Titor tomó gran repercusión partiendo de un medio originalmente limitado: un tablón de discusión de Internet.
Una investigación de 2009 concluyó que Titor probablemente fue la creación de Larry Haber, un abogado de Florida, junto con su hermano John Rick Haber, un informático.

## Biografía del personaje

### Los mensajes de Titor
El primer mensaje apareció en los foros de Time Travel Institute el 2 de noviembre de 2000, bajo el usuario TimeTravel_0. En ese entonces, sus mensajes no tenían que ver con eventos futuros y el nombre de «John Titor» aún no era usado. Por el contrario, estos mensajes discutían el viaje en el tiempo en general. El primero fue la descripción de «las seis partes» de lo que una máquina del tiempo debe tener para que pueda funcionar correctamente  y las respuestas a las preguntas de cómo una máquina así funcionaría. Sus primeros mensajes fueron cortos.
Muy pronto, TimeTravel_0 dijo que era un viajero del futuro y empezó a describir en sus mensajes su tiempo. Poco a poco empezó a responder las preguntas que le enviaban en el foro y a revelar una compleja imagen del futuro.
A pesar de que muchos de sus mensajes hablan de la condición del mundo en el futuro, Titor también respondió a preguntas del foro y a través del IRC (Internet Relay Chat). También colgó imágenes que, según decía, eran de su aparato del tiempo o de su manual. Asimismo, habló de algunos eventos: en uno de sus primeros mensajes dijo que «el descubrimiento que permitirá la tecnología del viaje en el tiempo ocurrirá en un año más o menos, en el 2001, cuando la CERN haga que sus oficinas investiguen el asunto».
El nombre «John Titor» no fue introducido hasta enero de 2001, cuando TimeTravel_0 empezó a escribir mensajes en los foros BBS de Art Bell (que requería un nombre o seudónimo para cada cuenta). Los mensajes de Titor terminaron a finales de marzo de 2001. Algunos de los hilos de conversación se vieron borrados, pero la información se guardó gracias a que sus participantes la grabaron en sus discos duros. Luego, se agregó a sitios sobre viaje del tiempo de Titor y sus predicciones.
Alrededor de 2003, varios sitios web empezaron a reproducir los mensajes de Titor, modificando ciertos detalles. No todos tienen referencias a las fechas originales de envío.
En numerosas ocasiones Titor envió comentarios que parecían ser de boca a boca;[cita requerida] cuando le preguntaron acerca de por qué sus imágenes tenían una baja calidad, él dijo que «no era un fotógrafo» y cuando le preguntaron si «Titor» era su nombre verdadero, él respondió que era «un nombre real».

### Descripción general

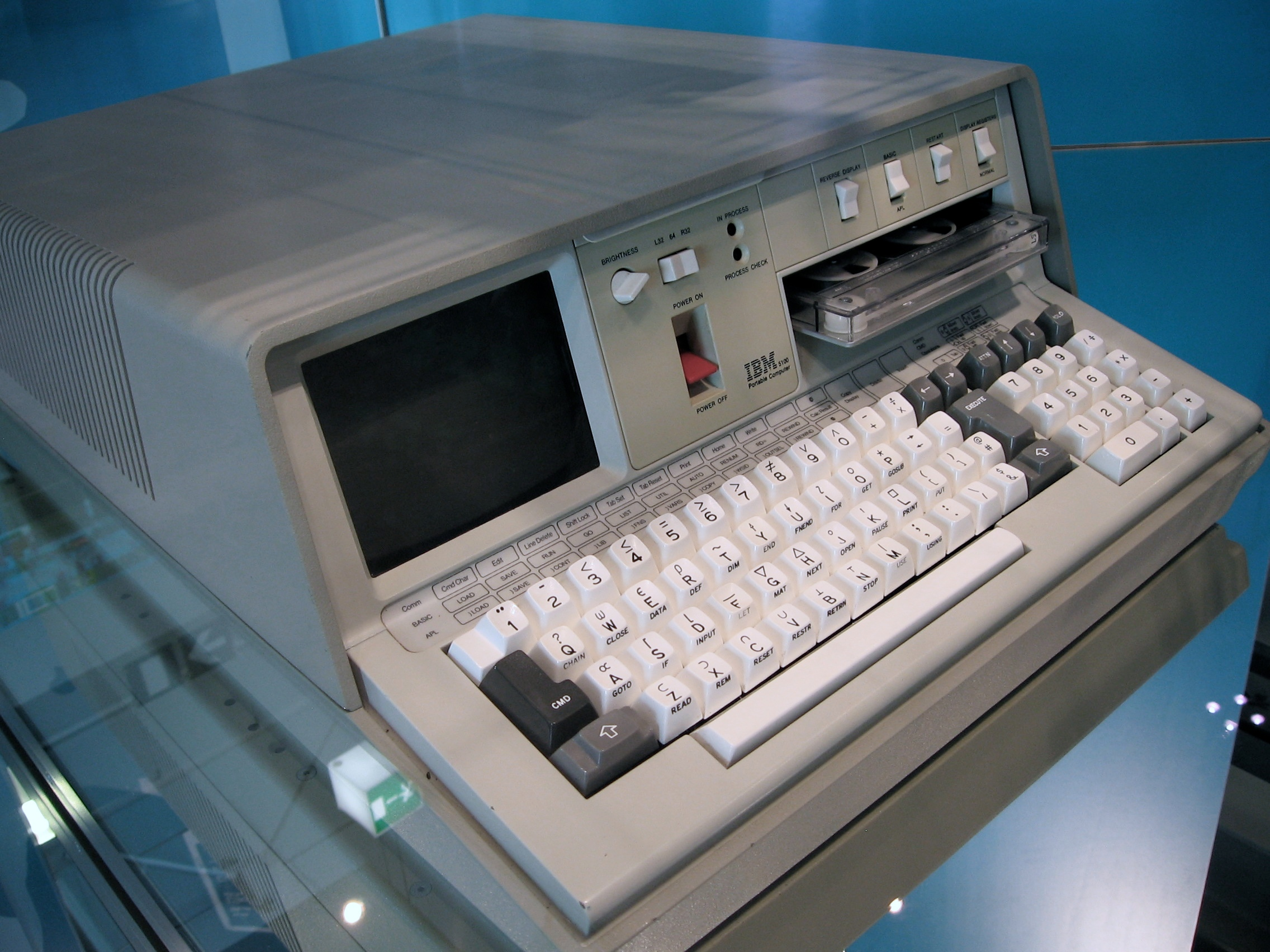
John Titor afirmaba ser un soldado estadounidense del año 2036 al que se le asignó la misión de regresar al año 1975 y conseguir un ordenador IBM 5100.

En sus mensajes en línea, Titor afirmaba ser un soldado estadounidense del año 2036, comisionado en Tampa en el Condado de Hillsborough, Florida, que fue asignado a un proyecto gubernamental de viajes por el Tiempo, en donde supuestamente se le asignó la misión de regresar al año 1975 y conseguir un ordenador IBM 5100 para usarlo, según dijo, en varios programas de computadora antiguos en el año 2036 con problemas del código de error «timeout» UNIX 2038.
El IBM 5100 es compatible con los lenguajes de programación APL y BASIC. Titor fue seleccionado especialmente para esta misión, debido a que, según afirma, su abuelo paterno fue parte del equipo que ensambló y desarrolló el IBM 5100.
Titor también dijo que haría una parada en el año 2000 por «razones personales»: recoger unas fotografías perdidas en la "guerra civil" y para visitar a su familia, de quienes hablaba a menudo. Titor también dijo que estuvo, por unos meses, alertando a quien quisiera escuchar acerca de los peligros de la enfermedad de Creutzfeldt-Jakob, contagiada a través de productos bovinos y de la posibilidad de una guerra civil dentro de Estados Unidos.
Cuando un usuario suscrito le preguntó acerca de eso, Titor también expresó su interés en los misterios no explicados como los ovnis (que en su tiempo seguían sin explicación). Titor sugirió que los ovnis y los visitantes extraterrestres podían ser viajeros en el tiempo de un futuro distante, que poseían máquinas superiores a la que él tenía.

### Máquina del tiempo
Titor describió su máquina del tiempo en muchas ocasiones. En sus primeros mensajes, él la describe como «una unidad de desplazamiento temporal de masa estacionaria, movida por dos singularidades positivas giratorias», produciendo «un arreglo sinusoidal Tipler Estándar». En sus primeros mensajes fue aún más explícito, diciendo que contenía:
- Dos contenedores magnéticos para las micro singularidades duales.
- Un distribuidor de inyección de electrones para alterar la masa y la gravedad de las micro singularidades.
- Un enfriador y un sistema de ventilación de rayos X.
- Sensores de gravedad o un candado de gravedad variable.
- Cuatro principales relojes de cesio.
- Tres computadoras principales.

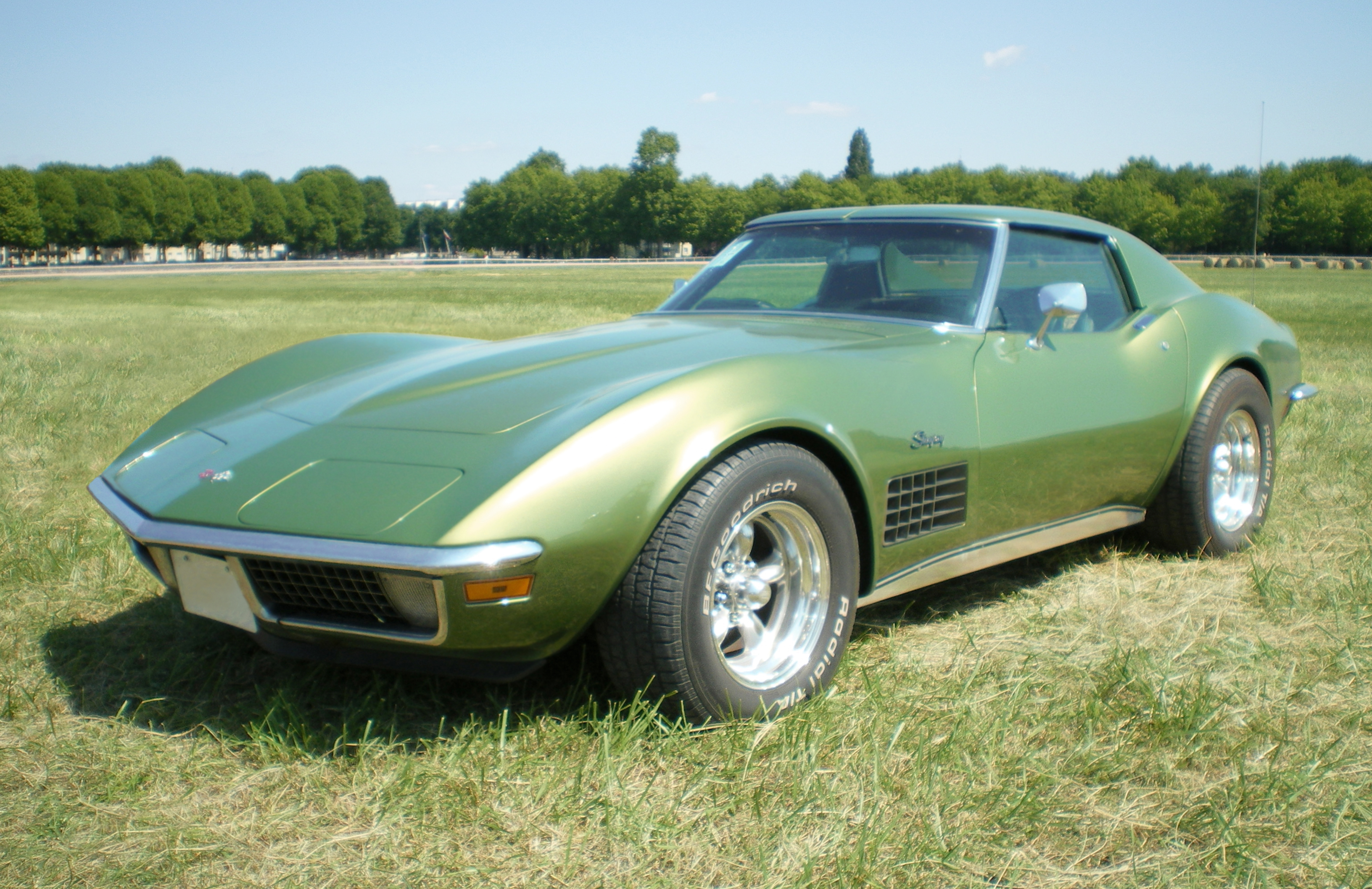
La máquina del tiempo de John Titor estaba montada originalmente en la parte trasera de un Chevrolet Corvette modelo 1967.

De acuerdo a sus mensajes, éste aparato fue instalado en la parte de atrás de un Chevrolet Corvette modelo 1967 y después fue movido a un camión de doble tracción modelo 1987.
Titor compartió varias exploraciones del manual de la «Unidad de desplazamiento temporal C204» con diagramas y esquemas, y publicó algunas fotografías del dispositivo instalado en el coche. 
Más adelante dijo que «el modelo de Física-Cuántica de Everett-Wheeler» era el correcto. Este modelo, conocido como el de la interpretación de muchos mundos, postula que cualquier posible resultado de una decisión cuántica realmente ocurre en un «universo separado». Titor también afirmó que es por eso que la paradoja del abuelo no debería ocurrir; siguiendo la lógica del argumento, Titor podría matar al abuelo de otro John Titor en una línea de tiempo diferente a la de él, y entonces él mismo no se veía afectado. Según las palabras del propio Titor:

[…] la Paradoja del abuelo es imposible. De hecho, todas las paradojas son imposibles. La teoría de Everett-Wheeler-Graham de los múltiples mundos es la correcta. Todos los estados posibles del Quanta, eventos, posibilidades y resultados son reales, eventuales y están ocurriendo. Las oportunidades de que todo ocurra en cualquier lugar en algún momento en el Superverso es del 100%.

Sin embargo, siguiendo esta teoría la propia aparición de Titor haría que se creara una bifurcación en el tiempo, lo que imposibilitaría que pudiera regresar al universo de donde partió, sino a una realidad alternativa, por lo que su misión no tendría sentido.

## Predicciones
La predicción más cercana de Titor fue la de una próxima guerra civil dentro de los Estados Unidos teniendo que ver con «el orden y los derechos civiles». Él describió cómo todo empezaba en el 2004, con un desorden civil alrededor de la elección presidencial de Estados Unidos de 2004. Este conflicto civil él lo caracterizó como «tener un evento tipo Waco cada mes hasta que todo empeora y que estaría a las puertas de todos» y erupcionaría para el 2008.
Titor también dijo que tenía 13 años de edad en el 2011 y que peleó en los «Fighting Diamondbacks», una unidad de infantería ligera de Florida, al menos por cuatro años. De cualquier manera, en otros mensajes él se describe a sí mismo como escondiéndose en ese tiempo de la guerra. Como resultado de la guerra, Estados Unidos se dividió en cinco territorios, basados en varios factores y objetivos militares.
De acuerdo con John Titor, en el año 2015 empezaría la Tercera Guerra Mundial:.

En el 2015, Rusia lanza un ataque nuclear contra las grandes ciudades de Estados Unidos (que eran «el otro lado» de la guerra civil desde mi perspectiva), China y Europa. Los Estados Unidos contraatacaron. Las ciudades de Estados Unidos quedaron destruidas junto con el Imperio Americano Federal AFE... pero nosotros (dentro del país) ganamos. La Unión Europea y China fueron destruidas.

Titor se refiere a este intercambio como el «Día N». Washington D. C. y Jacksonville, Florida, fueron específicamente mencionados como blancos. Después de la guerra, Omaha, en Nebraska, resultó ser la nueva ciudad capital.
Titor da vagas referencias acerca de las motivaciones exactas y las causas de la Tercera Guerra Mundial. En este punto él dice que fue caracterizada por «problemas fronterizos y de superpoblación» pero también apunta a los conflictos presentes entre los árabes y los judíos como los desencadenadores de la Tercera Guerra Mundial:

La verdadera disrupción de los eventos mundiales empezó con la desestabilización de oriente como resultado de la degradación de la política externa consistentemente... La población judía de Israel no estaba preparada para una verdadera guerra ofensiva. Ellos estaban preparados para la última defensa. Al pedir ayuda a Occidente para Israel, fue lo que hizo que sus vecinos tuvieran confianza para atacar. El último recurso defensivo de Israel y sus ofensivos vecinos árabes fue el uso de armas de destrucción masiva. En el gran esquema de las cosas, la guerra del medio oriente es parte de lo que viene, no la causa.

Corea del Norte amenazaría al país estadounidense con guerras nucleares que en el 2015 serían efectuadas por Rusia.
Después se crea una plaga en el año 2030 conocida como el nuevo sida que tiene resultados catastróficos, matando a la mayoría de la población humana.

### Errores en las predicciones
Sus mensajes fueron recibidos con escepticismo cuando fueron colgados, pero fue imposible probar de antemano que no podrían pasar. Debido a que Titor dijo que la interpretación del multiverso era la correcta, lo que significa que este viaje fue desde un universo paralelo y que las cosas podrían ocurrir de diferente manera a como las predijo, sus afirmaciones fueron infalsables. Si algo no ocurría, simplemente era porque este universo ya había cambiado mucho con respecto al suyo. Esta interpretación tiene el problema de que imposibilita regresar al mismo multiverso de partida, ya que cualquier pequeño cambio, como el propio viaje en sí, ocasionaría una divergencia y pasar a otro multiverso diferente.
Otra de las primeras afirmaciones de Titor fue que el CERN descubriría las bases del viaje por el tiempo alrededor del 2001, con la creación de microagujeros negros un año y medio después de su partida. Este evento no ocurrió. Un artículo aparecido en la época que Titor había predicho, sobre la posibilidad de que el CERN pudiera crear microagujeros negros (un tema recurrente, también atribuido a Fermilab y Brookhaven en varias ocasiones) fue tomado por algunos como evidencia de su afirmación, pero esos eventos tampoco ocurrieron. La guerra civil no empezó después de la elección presidencial de 2004.
Un ejemplo particular obvio trata de las olimpiadas, en donde Titor dijo:

Como resultado de tantos conflictos, no habría olimpiadas oficiales después de 2004.

La aparición de las Olimpíadas de Invierno en el 2006 rebaten lo que dijo, pero de cualquier modo, hay quienes argumentan que Titor pudo o no referirse exclusivamente a las olimpiadas de verano.
La exitosa realización de las Olimpíadas de Verano de 2008 claramente rebate la predicción de Titor, aunque en el sitio web www.johntitor.com apuntaron a que las controversias que ocurrieron durante la ceremonia de apertura, como la de que la cantante Lin Miaoke usó una pista y que en realidad no cantó, o que los fuegos artificiales fueron simulados por computador, y las muchas restricciones a la prensa en general e incluso engaños, sugieren que la Olimpiada entera fue falsa. Finalmente se celebraron exitosamente las Olimpiadas de Verano de 2012 y las de Río de 2016.
Tampoco ha sucedido el ataque nuclear ruso ni la guerra civil en Estados Unidos.

## Críticas

### Problemas con la tecnología
En el contexto de la imagen de demostración provista por John Titor, el puntero láser siendo «curvado», revela la obvia inconsistencia de que los objetos cercanos al haz de luz no aparecen distorsionados. El marco de la ventana visible en el fondo, por ejemplo, debería aparecer distorsionado en la proximidad del gran gradiente gravitacional, pero no es así. Algunos han especulado que el haz láser es en realidad una fibra óptica.

El problema del año 2038 es causado por usar sistemas de 32 bits. Muchas aplicaciones y sistemas no tienen definido qué ocurrirá al llegar a esa fecha.

Titor dijo que fue enviado de regreso para obtener una IBM 5100 porque podía traducir diversos tipos de código de computadoras. De acuerdo al Ingeniero de IBM Bob Dubke, la afirmación de Titor en referencia a la IBM 5100 es remotamente conocida para emular y corregir sistemas de Mainframe y es correcta. Quienes lo apoyan dicen que esta información no era pública en el momento en que Titor hizo su afirmación, y además Titor mismo dijo que esa característica fue descubierta en el año 2036, cuando Unix, siendo la fuente detrás de todos los sistemas operativos corriendo en las infraestructuras locales y con otras tareas computacionales, estaba a dos años de no ser capaz de funcionar nunca más debido a las limitaciones de 32 bits del puntero.
Pero de cualquier manera, las capacidades de emulación eran conocidas ampliamente en la industria y comentadas en profundidad en numerosas publicaciones que tenían que ver con la IBM 5100 y el código microprogramable en general. Las referencias a este hecho estaban disponibles en Internet desde 1999 y fueron anteriores a los mensajes de Titor. Este es un pedazo oscuro de trivia y, de cualquier manera, esto indica que quien hizo estos mensajes era conocedor específico de esta máquina o al menos tenía interés en la retrocomputación. En la página oldcomputers.net se puede leer:

Aparentemente, APL era una tarea difícil de cumplir para IBM con el intérprete de la 5100, así que ellos en su lugar escribieron un programa de emulación para que corriera la versión de APL del Mainframe S/360. La 5100 es como una Mainframe IBM Desktop S/360 que sólo corriera en APL.

### Problemas con la historia
Numerosos comentarios han apuntado a las sorprendentes similitudes entre la historia de Titor y la novela clásica postapocalíptica y de ciencia ficción de Pat Frank Alas Babylon. Babylon toma lugar en un pequeño pueblo de Florida justo antes y después de una guerra nuclear y describe la lucha por sobrevivir como familia después de la hecatombe.
En el libro, el protagonista vive en el mítico pueblo de «Fuerte Reposo», mientras que Titor dijo que vivía en el «Fuerte», anteriormente la Universidad de la Florida. Un vistazo más profundo a los mensajes, muestra cierta inconsistencia dentro de la historia. Por ejemplo, en algunos mensajes de Titor, dice que el dinero es aún usado ampliamente junto con las tarjetas de crédito, a pesar del hecho de decir anteriormente que dejaron de existir los bancos centrales (claro que no deja fuera la posibilidad de que existieran las monedas privadas). En otros mensajes habla y especula que el dólar actual aún está en uso, pero que esto sería después de que se reorganizara el gobierno federal, y de acuerdo a su historia, haría que esta moneda potencialmente no valiera nada. En casi todos los casos, él dijo que había obtenido una educación básica en la Universidad de Florida, pero en otras dijo que era autodidacta.
Otros problemas con la historia incluyen inconsistencias relativas a los comentarios de Titor. Su primera aparición pudo haber sido no en el 2000, sino en el verano de 1998 a través de dos faxes enviados al programa de radio Coast to Coast AM de Art Bell.
Él empezó a enviar sus mensajes en línea sobre el problema Y2K (el 1 de enero de 2000), el cual vino y se fue sin problemas. Aún en los faxes de 1998 a Art Bell él dijo que el Y2K fue un desastre. Según sus afirmaciones, muchas personas se congelaron al tratar de huir a climas más cálidos, y el gobierno intentó quedarse en el poder por medio de la ley marcial.
En su historia en línea él afirmó que parte de su misión fue prevenir la próxima guerra cambiando la historia. Y aún durante octubre de 2000, un mes antes de que empezara a mandar sus mensajes, apareció en un foro de IRC de Inglaterra. En el registro del chat en respuesta a la pregunta del usuario Yariesa, preguntando si se podía cambiar el futuro que él predecía, él dijo: «Es muy tarde. Solo deseo que las cosas no ocurrieran en la manera en que van a ocurrir».

## Investigación
El programa de televisión italiano VOYAGER - Ai confini della conoscenza, transmitió un episodio acerca de la historia de John Titor el 19 de mayo de 2008.Mike Linch, el detective privado contratado por el programa para investigar el caso, encontró que no existen registros en el pasado de ningún John Titor o la familia de Titor. Sin embargo, sí identificó a un grupo llamado Fundación John Titor, una empresa con fines de lucro formada el 16 de septiembre de 2003 que no tiene oficina y la dirección es la de un buzón rentado.
En 2009, un informe de John Hughston del sitio web Hoax Hunter nombró a Larry Haber, un abogado de Florida, como director ejecutivo de la fundación y posible creador de la leyenda de John Titor, junto a su hermano John Haber.
En 2018, el artista multimedia Joseph Matheny, creador del juego de realidad alternativa Ong's Hat, dijo que trabajó como consultor de las personas anónimas responsables de la leyenda. Sobre John Titor dijo que "es una historia que fue creada como un experimento literario por personas que estaban observando lo que estaba haciendo con Ong's Hat y estas personas querían hacer algo así. Yo fui un consultor en el proyecto, pero no era mío."

## En otros medios
- En el 2003, la Fundación John Titor publicó un libro, John Titor: A Time Traveler's Tale, discutiendo sus mensajes (ISBN 1-59196-436-9).

- En 2004, Cyburbia Productions presentó Time Traveler Zero Zero ("Viajero del Tiempo Cero Cero"), un relato basado en la historia de Titor.
- En 2005, Figure 26 Films lanzó su producción, Obsessed & Scientific, una película que trata sobre el viaje en el tiempo e incluye la historia de John Titor.
- La novela visual de 2009 Steins;Gate, que fue adaptada a anime en 2011, presenta a John Titor como personaje importante dentro de su trama.[36]
- En 2009, se creó un docudrama sobre John Titor llamado Timetravel_0  dirigido por Scott Norwood.[37]
- En la edición #42 del volumen 2 del comic The Unbeatable Squirrel Girl John Titor es uno de alias de Kang el Conquistador.

- Es mencionado en el manga Magical Girl of the End.

### En inglés
- International web site - John Titor Times - Overview of the John Titor saga
- International forum original John Titor's forum posts and messages
- The Anomalies Network Time Travel Pages - All the info in just one place
- John Titor Archive
- Interviews with Oliver Williams
- BBC: A Time Traveller From The Year 2036?
- Obsessed & Scientific - Documentary about time travel and John Titor
- Original early pictures from John Titor
- TimeTravel_0 A docudrama about John Titor and the truth about the message he was trying to send to people.

### En español
- Los documentos de John Titor

- Datos: Q1054235
- Multimedia: John Titor / Q1054235